# Gulstrupig busktörnskata
Gulstrupig busktörnskata (Telophorus zeylonus) är en fågel i familjen busktörnskator inom ordningen tättingar.

## Utbredning och systematik
Gulstrupig busktörnskata delas in i fyra underarter:
- Telophorus zeylonus restrictus – förekommer i Chimanimanibergen (östra Zimbabwe och västra Moçambique)
- zeylonus-gruppen:
  - Telophorus zeylonus phanus – förekommer i södra Angola och nordvästra Namibia
  - Telophorus zeylonus thermophilus – förekommer i västra och norra Sydafrika (österut till västra Fristatsprovinsen och Limpopoprovinsen), södra Botswana och Namibia
  - Telophorus zeylonus zeylonus – förekommer i östra och södra Sydafrika (sydöstra Västra Kapprovinsen till centrala och östra Fristatsprovinsen och KwaZulu-Natal), Lesotho och Swaziland

## Status
IUCN kategoriserar arten som livskraftig.

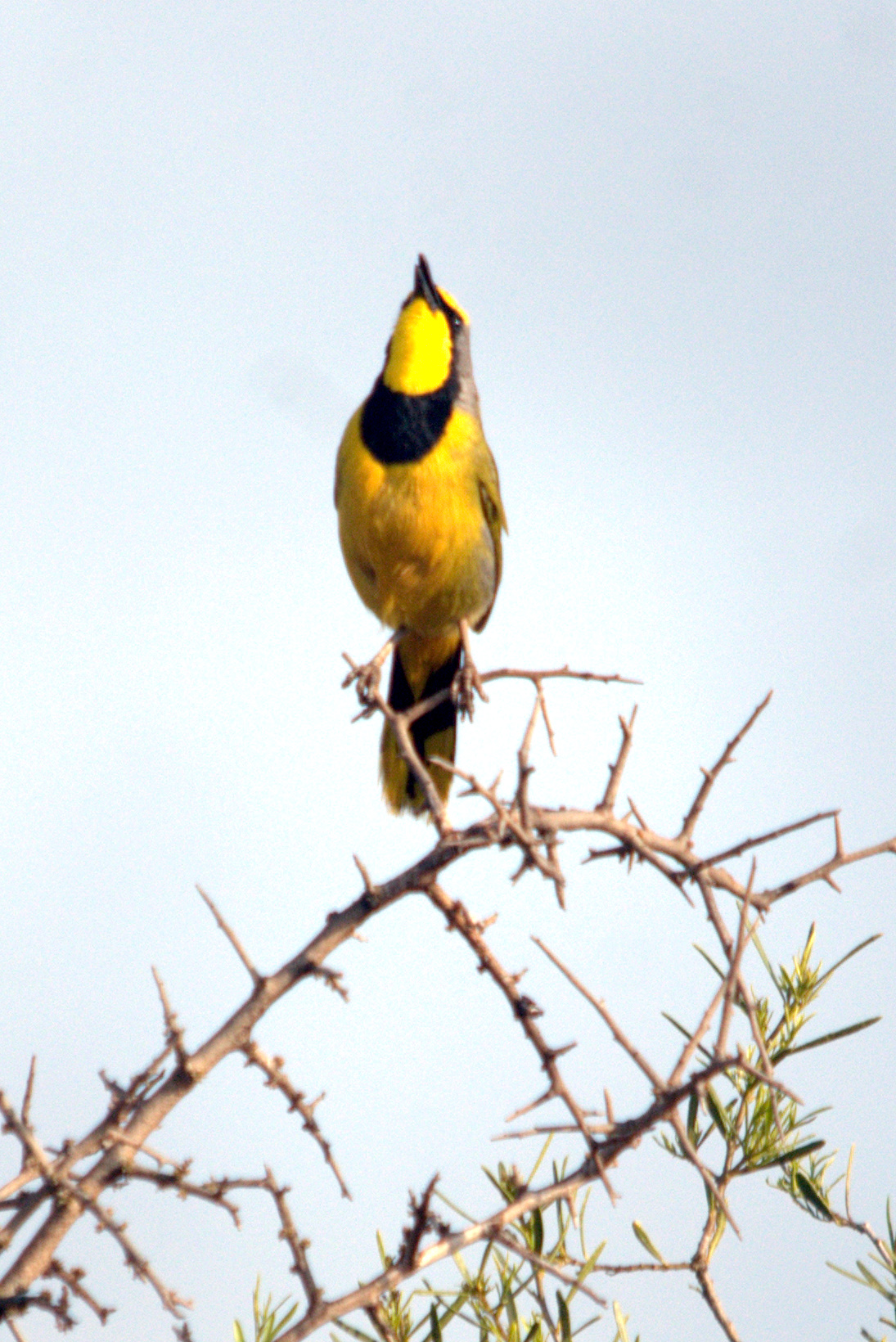